# Piraustíneos
A subfamília Pyraustinae pertence à família Crambidae, dentro da ordem Lepidoptera (mariposas e borboletas). Ela é uma das subfamílias mais diversas dentro dessa família, e incluí gêneros como Pyrausta e Ostrinia. São popularmente conhecidas como Mariposas-Marcianas, devido a coloração e pintas de suas asas que lembram o planeta Marte. São de tamanho pequeno a médio (geralmente com envergadura entre 1 e 3 cm). Costumam ter asas triangulares com padrões marcantes; as cores vão de tons discretos a bastante vivos. As antenas são filiformes, não pectinadas (sem aparência de “pena”). Durante a fase larval, (lagarta) Muitas espécies são fitófagas, alimentando-se de folhas, frutos ou caules de plantas. Algumas são pragas agrícolas. São predominantemente noturnas, mas algumas podem ser vistas durante o dia, repousando em jardins ou galhos de árvores onde podem se camuflar. Vivem em lugares diversos, incluindo florestas, áreas urbanas, campos agrícolas e jardins. Presentes em todos os continentes, com maior diversidade nos trópicos.
1. ↑  «Hodges#5077». Bugs With Mike (em inglês). 13 de agosto de 2025. Consultado em 13 de agosto de 2025